# Società Polisportiva Indomita Roma
La Società Polisportiva Indomita Roma, conosciuta come Indomita, è stata una società sportiva fondata nel 1941 a Roma. Esiste tuttora con il nome di Boxe Indomita Roma 1941.
Tra il 1947 e il 1952 la società ha avuto una sezione pallacanestro femminile, con una squadra che partecipò al campionato italiano di serie A, conquistando uno scudetto nel campionato del 1948-1949.
I colori sociali sono il blu e il rosso.

## Storia
La Polisportiva Indomita nacque nel 1941 come società sportiva per la pratica del pugilato. La sede storica, in via Merulana 246, è tuttora presente e ospita la palestra di pugilato originale, regolarmente in attività.
Dopo il secondo conflitto mondiale, presumibilmente tra la fine del 1945 e l'inizio del 1946, venne aperta una sezione di pallacanestro femminile. Il presidente era C. Veccia.
Le uniche scarse notizie sulla società sono presenti sull'Almanacco del Basket al femminile – seconda edizione, 2016, di Massimiliano Mascolo, dove si legge, inoltre, che nell'immediato dopoguerra i campionati di basket si svolgevano in un arco temporale più breve e all'interno di un singolo anno solare. Solo dalla fine del 1948 in poi essi si estesero ad una stagione più lunga, con inizio in autunno e termine a inizio estate dell'anno solare successivo.
Nel 1946 il campionato italiano di basket femminile non coinvolse l'intero territorio nazionale, evidentemente a causa delle problematiche conseguenti al secondo conflitto mondiale; sicché in quell'anno l'Indomita partecipò soltanto a un girone locale dove si impose sulle altre squadre del Lazio, cioè la Trani Roma, la Robur Viterbo, la Radiosa Roma e la Ginnastica Roma, ma non prese parte al girone finale, che incoronò la Reyer Venezia campione nel 1946.
Nel 1947 il campionato italiano di pallacanestro di serie A coinvolse le squadre dell'intero territorio nazionale, raggruppate in quattro gironi. L'Indomita basket prese parte al girone D insieme a Trani Roma e a Napoli. Vinse il girone e partecipò al girone finale con le migliori squadre degli altri tre gironi, classificandosi al quarto posto a pari punti con la Cestistica Bologna.
Nella successiva stagione 1948, sempre nell'arco di un solo anno solare, l'Indomita, dopo aver vinto il proprio girone di qualificazione che comprendeva Ambrosiana Milano, Ginnastica Comense, Cestistica Bologna, Assi Firenze e Faenza, l'Indomita si classificò poi al secondo posto nel girone finale, arrivando così a essere vicecampione d'Italia, dietro la Bernocchi Legnano, squadra già vincitrice del precedente campionato 1947.
Nel successivo campionato di serie A del 1948-1949, che fu il primo a svolgersi in un arco temporale esteso fra l'autunno e la fine primavera dell'anno solare successivo, l'Indomita entrò nella storia del Basket femminile vincendo il primo e unico scudetto nel campionato di basket femminile di serie A, primo e ultimo finora di una squadra romana femminile.
La squadra di basket femminile dell'Indomita era allenata da Muzio Toti e Aldo Giordani, quest'ultimo futuro indimenticato telecronista.
Nei successivi campionati del 1949-1950 e del 1950-1951 l'Indomita si classificò al secondo posto nel campionato di serie A dietro la Soc. Ginnastica Comense, vincitrice del maggior numero di titoli sinora. Nel campionato 1951-1952 l'Indomita si classificò al quarto posto. 
Successivamente la società, probabilmente per problemi organizzativi e finanziari, non partecipò più al campionato di serie A e, forse a causa dell'impossibilità di sostenere economicamente la sussistenza della sezione basket femminile, dispose la chiusura di quest'ultima. L'unico scudetto del 1949, quindi, rimane, insieme agli ottimi piazzamenti ottenuti, una storia particolare di una squadra nata dal nulla, che regalò alla capitale quello che a tutt'oggi, rimane il primo e unico scudetto di basket femminile romano, e conferendo all'Indomita una sorta di aura leggendaria, come ricordato anche in un articolo sul Corriere dello Sport del marzo 1980, alla vigilia della finale-scudetto di un'altra squadra romana di basket femminile, non più esistente, che fu l'Algida Roma, alla quale però, per un solo punto nello spareggio contro la Fiat Torino, non riuscì di bissare il traguardo della “leggendaria Indomita”.
La sede storica della Società Polisportiva Indomita, in via Merulana, esiste ancora, ma vi si pratica solo il pugilato come era in origine. In mancanza di un campo dove svolgere allenamenti e partite di campionato, negli anni in cui esisteva la sezione basket femminile, la squadra usufruiva del campo di basket allora presente presso le strutture della storica Società Ginnastica Roma, fondata nel 1890 e tuttora in attività, che aveva, ed ha tuttora, sede nel contesto di Villa Borghese, presso il Muro Torto, sotto il Pincio, a ridosso delle Mura Aureliane, ove una targa ricorda la storica fondazione.

### Cronistoria
| Cronistoria dell'Indomita Roma |
| --- |
| - 1941 - Viene fondata la Società Indomita a Roma - 1945-46 - 1º posto nel girone del centro Italia, campionato di serie A non completato - 1947 - 1º posto nel girone D e successivamente 4º posto nella classifica finale del campionato di serie A - 1947-1948 - 1º posto nel girone e successivamente 2º posto nella classifica finale del campionato di serie A - 1948-1949 - 1º posto nel campionato italiano di serie A - Campione d'Italia - 1949-1950 - 2º posto nel campionato italiano di serie A - 1950-1951 - 2º posto nel campionato italiano di serie A - 1951-1952 - 4º posto nel campionato italiano di serie A - 1953 - la squadra non prende parte al successivo campionato di serie A. Successivamente la sezione pallacanestro viene chiusa. |

## La squadra campione
L’elenco delle giocatrici della squadra campione del 1948-1949:
- Giuliana Bertea
- Francesca Cipriani
- Luciana Farri
- Gabriella Folliero
- Lia Francia
- Marilena Marchi
- Gianna Marietti
- Bruna Marinello
- Clara Tampe
- Annamaria Tonini
- Annamaria Ferrero
- Rosellina Micossi
- Donatella Amoroso
  - Allenatori: Muzio Toti e Aldo Giordani

## Colori
I colori sociali della Polisportiva Indomita erano, e sono tuttora, il blu e il rosso. Lo stemma della società ritrae, in bianco, la testa di un leone vista di fianco, e sovrapposta a quattro riquadri campiti con i colori sociali, alternati con il rosso in alto a sinistra e in basso a destra, e blu in alto a destra e in basso a sinistra. Sopra lo stemma campeggia un nastro con il motto latino “Semper ad maiora”. Lo stemma è tuttora presente sulla parete accanto alla reception della sede della palestra di via Merulana a Roma.

## Allenatori e cestiste
La squadra dell’Indomita era allenata da Muzio Toti e da Aldo Giordani. Quest’ultimo divenne poi giornalista sportivo e telecronista del basket. Le giocatrici in attività all’epoca erano: Giuliana Bertea, Francesca Cipriani, Luciana Farri, Gabriella Folliero, Lia Francia, Marilena Marchi, Gianna Marietti, Bruna Marinello, Clara Tampe, Anna Maria Tonini, Anna Maria Ferrero, Rosellina Micossi, Donatella Amoroso.

## Palmarès
Campionato italiano: 1
1948-1949